# Hustler (automóvil)
El Hustler fue un concepto diseñado por William Towns y vendido bajo la marca Interstyl. 
La versión original utilizaba marcos superior e inferior de sección cuadrada de acero, revestidos de paneles de fibra de vidrio y grandes ventanas de vidrio plano. En la mayoría de los modelos las ventanas corredizas laterales actúan como puertas. Se utilizaron los marcos de la parte delantera y trasera y componentes mecánicos del  British Leyland Mini,  Metro o  BMC1100/1300. El Hustler se produjo en versiones de cuatro y seis ruedas: la versión seis ruedas utilizaban dos subestructura posteriores de mini ensambladas. El estilo estaba en la línea de la del Lagonda y el Bulldog.
En  el "Earl's Court Motor Show" de 1981, se presentó una versión de madera, con contrachapado y madera sólida en la estructura y el cuerpo. Poco después, también se introdujo una versión más deportiva, utilizando la misma estructura inferior de acero, pero con una estructura superior con menos altura. Una versión de techo abierto, el Sport, fue presentado casi al mismo tiempo. El kit car se vendió directamente desde la casa de William Towns en Moreton-in-Marsh, Gloucestershire, donde también tenía su estudio de diseño. Se hicieron unas 500 unidades.

## Modelos
- Hustler 4: Modelo original basado en un BL Mini.
- Hustler 6: Utilizaba dos subestructuras posteriores de Mini para dar cuatro ruedas posteriores.
- Hustler Huntsman: Modelo basado en un BL 1100/1300 o Metro pero más largo y más potente. Versiones de 4 o 6 ruedas.
- Hustler Hellcat: Versión reducida basada en una versión jeep de Mini. Por lo general, cuatro ruedas, pero dispone de la versión 6 ruedas.
- Hustler Sport: Modelo basado en un Mini, dos asientos, descapotable.
- Hustler Sprint:Modelo basado en un Mini, dos asientos, cupé.
- The Hustler in Wood: Diseñado para ser construido a partir de chapa utilizada en la  marina con marco de aleación.
- Hustler Holiday: Versión MPV. Versiones de 4 o 6 ruedas.
- Hustler Force: Puertas convencionales en lugar de correderas de cristal. Versiones de 4 o 6 ruedas.
- Hustler Highlander: Versión de lujo de seis ruedas de un  Jaguar  V12.
- Hustler Harrier: Versión de techo alto diseñado para tener una sillas de ruedas en la parte posterior.